# Vlădica, Mehedinți
Vlădica este un sat în comuna Dumbrava din județul Mehedinți, Oltenia, România.